# كحلاء جليلية
الكحلاء الجليلية نوع نباتي يتبع جنس الكحلاء من الفصيلة الحمحمية.

## البيئة والانتشار
موطنه جبال الجليل في المشرق العربي.